# Max Gibson
(Maxine Gibson)
Maxine "Max" Gibson è un personaggio immaginario della serie televisiva a cartoni animati Batman of the Future; è una compagna di classe e amica di Terry che dopo aver appreso il suo segreto lo aiuterà nella sua lotta contro il crimine, sia tramite ricercatrice informativa (come Oracolo per l'originale Batman), sia tramite sostegno morale; il che l'accomuna al ruolo che il personaggio di Alfred Pennyworth ricopriva per Bruce Wayne.
In Italiano è doppiata da Lorella De Luca.

## Biografia del personaggio

### Infanzia
Max è senz'altro nata a Gotham ma ha origini Afroamericane: della sua vita non si sa quasi nulla, i suoi genitori si sono separati molto tempo prima che lei nascesse e non li ha mai conosciuti profondamente ne ha mai passato molto tempo con loro. Ha una sorella maggiore con cui convive e a cui è molto legata, nonostante questa non sia mai a casa poiché lavora fino a tardi; durante la serie Terry si reca spesso a casa dell'amica ed i due sono sempre soli nell'appartamento, il che fa ipotizzare che i genitori lavorino all'estero o che comunque non vivano con lei e la sorella.

### La scoperta dell'identità di Batman
Max frequenta l'Hamilton Hight school ed è da tempo molto amica di Dana, Blade e Chelsea; conosce Terry solo nel suo episodio d'esordio Hidden Agenda, in cui è la stessa Dana a presentare i due. Max rivela subito di essere una grande fan di Batman e del suo ritorno in città, rivelerà inoltre la sua idea che dietro il manto del cavaliere oscuro vi sia una persona differente dal primo; inoltre mostra loro un programma di sua invenzione con cui conta di riuscire a tracciare virtualmente (immettendo i dati di tutti i cittadini di Gotham) una mappa sulla possibile identità del nuovo Batman; idea che fa inizialmente rabbrividire Terry ma che finisce per considerare molto remota.
Quando la scuola sarà vandalizzata dai Jokers, il senso di responsabilità della ragazza la porta a riconfigurare il programma perché rintracci i Jokers ma, per un errore di comunicazione col software, il nome di Terry McGinnis compare tra le identità dei possibili seguaci del clown del crimine. Convinta che Terry faccia parte della banda gli manderà un E-mail in cui gli fissa un appuntamento alla fontana del parco di Gotham per tentare di parlargli e provare a redimerlo. All'appuntamento si presentano proprio i Jokers, che la tenevano d'occhio per ordine del loro capo Terminal: a soccorrerla è Batman, presentatosi all'appuntamento per discutere con lei; i due mettono KO l'intera banda di Clown, scoprendo anche la vera identità di Terminal, che Max credeva essere Terry. Consapevole di questo nuovo dato, la ragazza comprenderà da sé chi si nasconde dietro la maschera di Batman.

### La collaborazione con Batman
La giovane non terrà il segreto per sé molto a lungo, infatti rivelerà il mattino seguente allo stesso Terry di esserne al corrente e gli offrirà il suo aiuto nella crociata contro il crimine; sulle prime il ragazzo non è molto fiducioso ma poi, quando Max lo salverà dall'ennesima sfuriata di Dana fornendogli una scusa alla mancata presenza la notte scorsa, Terry si convincerà dell'utilità della ragazza per continuare a tenere la sua identità segreta al pubblico.
Da allora i due diverranno ottimi amici e compagni d'avventure e, sebbene la serie non lo mostri esplicitamente, pare chiaro che la loro sia qualcosa di più di una semplice amicizia, sebbene l'affetto per Max non arrivi a somigliare nemmeno vagamente a quello provato da Terry per Dana.
Bruce, inizialmente non condividerà affatto che Max si esponga a tanti rischi, né che conosca il segreto di Terry.
Tra i più grandi successi ottenuti da Terry grazie al suo aiuto abbiamo la cattura di Spellblinder, che i due scoprono servirsi di una particolare tecnologia militare al fine di assuefare le persone e spingere a compiere crimini per lui e la cattura di Curaré, cui assisterà per la prima (e non ultima) volta direttamente.
Max avrà inoltre il merito di disinnescare un potente ordigno nucleare situato in città dal terrorista Mutro Botha.
Durante la sparizione di Terry, dovuta al cedimento di un tunnel sotterraneo che ne causa l'intrappolamento, la ragazza si recherà in suo soccorso assieme a Bruce Wayne, a fine missione l'anziano Batman, sembra riconoscere un certo rispetto per la ragazza, la quale è, da allora, ufficialmente accettata come assistente.

## Poteri e abilità
Max non ha alcun'abilità sovraumana o superumana ma in fondo è proprio questo il suo punto di forza, quello di essere solo una persona comune che riesce a superare le difficoltà con umorismo, senza mai cadere troppo nel panico e mantenendo il sorriso sulle labbra. Caratteristica peculiare del personaggio è proprio il coraggio che l'aiuta a superare le crisi e a non gettare mai la spugna; grazie a ciò è divenuta la degna consulente ed assistente di Terry.
È inoltre un'ottima hacker ed un'esperta di computer, tanto da bypassare senza problemi parecchi software sofisticatissimi e possiede inoltre un'intelligenza spiccata ed una memoria fotografica oltre ad essere una brillante detective. Se la cava bene anche come medico, dato che la si è vista spesso curare le fratture di Terry.
Nonostante stia per lo più nelle "retrovie", Max è comunque una ragazza parecchio atletica, perfettamente capace di difendersi e di affrontare piccole battaglie assieme a Terry; inoltre è parecchio abile a sfruttare i vantaggi del terreno circostante quando combatte, usando spesso oggetti all'apparenza innocua come armi improvvisate.